# 宋佳 (1980年生)
宋佳（ソン・ジア または ソン・ジャア、1980年11月13日 - ）は中国の女優。
同姓同名の女優・宋佳と区別する為、中国国内では小（シャオ）宋佳と呼ばれる。

## 来歴
瀋陽音楽学院で柳琴（中国の民族楽器）を学んだ後、上海戯劇学院表演系を卒業。
2006年公開映画『好奇心は猫を殺す』（張一白監督）の梁暁霞役で、一躍脚光を浴びた。
2008年にはジョン・ウー監督の大作映画『レッドクリフ』に驪姫（曹操の愛妾）役で出演。
身長170cm、体重52kg。血液型はO型。さそり座。

## 主な出演作

### 映画
- 非常浪漫 （2002年）
- 天黒請閉眼 （2004年）
- 談談心 恋恋愛 （2004年）
- 大電影 （2006年）
- 好奇心は猫を殺す（原題：好奇害死猫、2006年）
- 愛情呼叫転移 （映画祭邦題：コール・フォー・ラブ、2006年）
- 救我 （2007年）
- レッドクリフ part I（原題：赤壁、2008年）
- 桃花運 （2008年）
- レッドクリフ Part II -未来への最終決戦-（原題：赤壁下：決戰天下、2009年）
- 大内密探霊霊狗（2009年）
- ファイナル・マスター（2015年）
- あの娘が消えた夏（2016年）
- 氷の下（2017年）
- SHOCK WAVE ショック ウェイブ 爆弾処理班（2017年）
- 詩人（2018年）
- シャドウプレイ（2018年）
- ミッション・デブポッシブル!（2018年）
- 愛しの母国（2019年）
- 夢の裏側 ドキュメンタリー・オン・シャドウプレイ（2019年）
- 父に捧ぐ物語（2021年）
- スーパー・ミー（2021年）
- 好東西-Her Story-（2023年）

### テレビドラマ
- 出水芙蓉（2003年）
- 逆水寒（2003年）
- 闖関東（2006年）
- 一生為奴（2005年）
- 中国往事（2007年）
- 紅日（2007年）
- 跟我的前妻談恋愛（2009年）
- 孔子（原題：孔子春秋、2011年）
- 白色月光〜愛した人の隠顔（2020年）

### 音楽作品
- 能不能幸福（2008年）